# Malá Čausa
Malá Čausa (deutsch Kleintschauscha, ungarisch Kiscsóta – bis 1907 Kiscsausa) ist eine Gemeinde in der West-Mitte der Slowakei mit 706 Einwohnern (Stand 31. Dezember 2024), die zum Okres Prievidza, einem Teil des Trenčiansky kraj, gehört.

## Geographie
Die Gemeinde befindet sich im nordöstlichen Teil des Talkessels Hornonitrianska kotlina am Fuße des Žiargebirges im Tal des Čausiansky potok, eines Nebenflusses der Handlovka. Das Ortszentrum liegt auf einer Höhe von 350 m n.m. und ist zehn Kilometer von Prievidza entfernt.
Nachbargemeinden sind Dubové im Norden, Lipník im Osten, Veľká Čausa im Süden, Prievidza im Südwesten und Nedožery-Brezany im Westen.

## Geschichte
Malá Čausa wurde zum ersten Mal 1430 als Kys Chewche schriftlich erwähnt und war Bestandteil des Herrschaftsgebiets von Weinitz und später Besitz des Geschlechts Pálffy. 1553 gab es acht Porta im Ort, 1778 hatte die Ortschaft eine Mühle und 42 Haushalte, 1828 zählte man 53 Häuser und 372 Einwohner, die als Fuhrmänner, Hirten, Landwirte und Viehhalter beschäftigt waren.
Bis 1918 gehörte der im Komitat Neutra liegende Ort zum Königreich Ungarn und kam danach zur Tschechoslowakei beziehungsweise heute Slowakei.

## Bevölkerung
| Jahr                | 1994 | 2004    | 2014    | 2024    |
| ------------------- | ---- | ------- | ------- | ------- |
| Anzahl der Personen | 628  | 621     | 680     | 706     |
| Unterschied         |      | −1,11 % | +9,50 % | +3,82 % |

| Jahr                | 2023 | 2024    |
| ------------------- | ---- | ------- |
| Anzahl der Personen | 705  | 706     |
| Unterschied         |      | +0,14 % |

Nach der Volkszählung 2011 wohnten in Malá Čausa 669 Einwohner, davon 610 Slowaken, zwei Tschechen sowie jeweils ein Magyare und Serbe. Zwei Einwohner gaben eine andere Ethnie an und 53 Einwohner machten keine Angabe zur Ethnie.
491 Einwohner bekannten sich zur römisch-katholischen Kirche, jeweils drei Einwohner zur Evangelischen Kirche A. B. und zur orthodoxen Kirche sowie jeweils ein Einwohner zur evangelisch-methodistischen Kirche und zur griechisch-katholischen Kirche; 15 Einwohner bekannten sich zu einer anderen Konfession. 84 Einwohner waren konfessionslos und bei 71 Einwohnern wurde die Konfession nicht ermittelt.

## Bauwerke
- Kapelle Maria vom Rosenkranz im neoklassizistischen Stil aus dem Jahr 1902